# Ordinariato militar

Capelo militar

Un ordinariato militar u ordinariato castrense es una circunscripción personal de la Iglesia católica, no organizada sobre una base territorial sino funcional, que tiene, al igual que cualquier otra diócesis, la tarea de proporcionar asistencia espiritual a los fieles católicos, en este caso, presentes en las fuerzas armadas.

## Historia
La necesidad de prestar asistencia espiritual a los militares cristianos se remonta hace más de un milenio: en tiempos de Carlomagno (siglos VII-VIII) empezó a ser común la presencia de sacerdotes y diáconos soldados. Al mando de estos se encontraba el capellán mayor (o vicario castrense, del latín castrum). Inicialmente dependían del obispo local, pero con el paso de los siglos los capellanes militares empezaron a ser más independientes (en España en 1571, en Austria en 1720, en Cerdeña en 1733).
En Italia, tras la Toma de Roma, los capellanes militares, debido a la difícil relación con la Santa Sede, fueron progresivamente reduciéndose hasta su desaparición en 1878.
La situación cambió tras la firma de una circular por el general Luigi Cadorna el 12 de abril de 1915, ante la inminente entrada de Italia en la Primera Guerra Mundial. Esta medida restauró a los capellanes militares y establecía la asignación de un sacerdote para cada regimiento y el cuerpo del ejército real de Italia. Posteriormente, un decreto de la Congregación para los obispos de 1 de junio de 1915 instituyó la figura del obispo de campo, poniéndolo como cabeza de todos los capellanes militares de Italia. Nuevamente fue suprimida la organización castrense en 1922 y el 6 de marzo de 1925 fue erigido el ordinariato militar para Italia, con decreto de la Congregación para los obispos y posterior aprobación de la ley italiana n.º 417 de 11 de marzo de 1926, se asigna al ejército el Servicio de Asistencia Espiritual en las fuerzas armadas. En 1986, Juan Pablo II, mediante la constitución apostólica Spirituali militum curae, elevó las organizaciones castrenses a circunscripciones eclesiásticas especiales, con el mismo valor que una diócesis y con estatutos propios.
Mediante la disposición de Juan Pablo II de 15 de noviembre de 1997, a los ordinarios militares dejó de asignárseles, en el momento del nombramiento, una sede titular y pasaron a tener el título de "arzobispo/obispo castrense de... (país en el cual es nombrado)".

## Estructura y funcionamiento
Las funciones de los ordinariatos militares estuvieron reglamentadas por la constitución apostólica de Juan Pablo II Spirituali militum curae (La cura espiritual de los soldados), publicada el 21 de abril de 1986.
En el primer artículo se afirma que estos equivalen a las diócesis. Así pues cada institución prevista en los documentos magisteriales para la reglamentación de las diócesis debe ser extendido, con las oportunas adaptaciones, también a los ordinariatos militares.
Las adaptaciones están debidas al hecho de que las diócesis están definidas exclusivamente de su territorio, comprendiendo a todos los fieles católicos del territorio. Los ordinariatos militares en cambio comprenden solo a los militares católicos que se encuentran en su territorio. Los ordinariatos militares están dirigidos por un obispo (ordinario militar), que tiene jurisdicción eclesiástica sobre los capellanes militares, sobre todos los militares de religión católica y sus parientes que cohabitan y, sobre el personal de servicio.
Esta institución particular se ha considerado necesaria en el contexto de la Iglesia desde la consideración de que los militares y los que viven con ellos llevan una vida muy ocupada, en el que el recurso normal a los sacramentos y en la vida eclesial se ve obstaculizada. Por otra parte, en los países con ordinariatos, el clero puede ser propio del ordinariato (incardinados) o pertenecer a otras diócesis o a una orden religiosa.
En algunos países el obispo y los sacerdotes pertenecen a las fuerzas armadas y tienen grado de oficial.
El nombramiento del ordinario es exclusivo del papa pero normalmente debe ser ratificado por el gobierno del país.

## Ordinariatos militares

### América
- Obispado castrense de Argentina[3]
- Obispado castrense de Bolivia[4]
- Ordinariato militar del Brasil (Ordinariado militar do Brasil) con rango de arquidiócesis[5]
- Ordinariato militar de Canadá (The Roman Catholic Military Ordinariate of Canada/ L'Ordinariat Militaire Catholique Romain du Canada)[6]
- Obispado castrense de Chile[7]
- Obispado castrense de Colombia[8]
- Obispado castrense del Ecuador[9]
- Obispado castrense de El Salvador[10]
- Obispado de las Fuerzas Armadas y la Policía Nacional del Paraguay[11]
- Obispado castrense del Perú[12]
- Obispado castrense de la República Dominicana[13]
- Arquidiócesis de los Servicios Militares de Estados Unidos (Archdiocese for the Military Services, USA) con rango de arquidiócesis[14]
- Ordinariato militar para Venezuela[15]

### África
- Ordinariato militar de Kenia (Military Ordinariate of Kenya)[16]
- Ordinariato militar de la Fuerza de Defensa Nacional Sudafricana (Military Ordinariate of the South African Defence Force)
- Ordinariato militar de Uganda (Military Ordinariate of Uganda)

### Asia
- Ordinariato militar de Corea (천주교 군종교구)[17]
- Ordinariato militar de Indonesia (Ordinariat Militer Indonesia)
- Ordinariato militar de Filipinas (Military Ordinariate of the Philippines)

### Europa
- Ordinariato militar de Austria (Römisch-katholische Militärordinariat der Republik Österreich)[18]
- Diócesis de las Fuerzas Armadas Belgas (Diocèse aux Forces armées belges)[19]
- Ordinariato militar de Bosnia y Herzegovina (Vojni ordinarijat u Bosni i Hercegovini)
- Vicariato militar de la República Checa (Vojenský vikariát České republiky)[20]
- Ordinariato militar de la República de Croacia (Vojni ordinarijat u Republici Hrvatskoj)[21]
- Diócesis de las Fuerzas Armadas Francesas (Diocèse aux armées françaises)[22]
- Ordinariato militar de Alemania (Katholische Militärseelsorge)[23]
- Obispado de las Fuerzas en Gran Bretaña (Bishopric of the Forces in Great Britain)[24]
- Ordinariato militar de Italia (Ordinariato militare per l'Italia) con rango de arquidiócesis[25]
- Ordinariato militar de Lituania (Lietuvos kariuomenės ordinariatas)[26]
- Ordinariato militar de los Países Bajos (Nederlands militair ordinariaat)[27]
- Ordinariato militar del Ejército Polaco (Ordynariat Polowy Wojska Polskiego)[28]
- Ordinariato castrense de Portugal (Ordinariato Castrense de Portugal/ Diocese das Forças Armadas e de Segurança)[29]
- Ordinariato de las Fuerzas Armadas y Cuerpos Armados de la República Eslovaca (Ordinariát ozbrojených síl a ozbrojených zborov SR)[30]
- Arzobispado castrense de España, con rango de arquidiócesis[31]
- Ordinariato militar de Hungría (Magyarországi katonai ordinariátus)[32]

### Oceanía
- Diócesis católica de los Servicios Militares de Australia (Catholic Diocese of the Australian Military Services)[33]
- Ordinariato militar de Nueva Zelanda (Military Ordinariate of New Zealand)[34]